# Дауд Раджиха
Дау́д Раджи́ха (нар. 1947, м. Дамаск — пом. 18 липня 2012, м. Дамаск) — сирійський державний діяч. З 8 серпня 2011 року по 18 липня 2012 був міністром оборони Сирії.

## Біографія
Дауд Раджиха народився 1947 року у православній родині в Дамаску.
В 1967 році закінчив Військову академію за спеціальністю була артилерія. В 1973 році брав участь у Арабо-ізраїльській війні. Дауд Раджиха займав різні військові пости, був командиром батальйону і бригади. В 1998 році Дауду було присвоєно звання генерал-лейтенанта.
У 2004 році він був призначений заступником начальника Генерального штабу і в 2005 році отримав звання генерала-полковника.
В 2009 році Дауд Раджиха був призначений керівником Генерального штабу, з 8 серпня 2011 — міністр оборони Сирії. На цій посаді він перебував до самої смерті.
18 липня 2012 року Дауд Раджиха загинув внаслідок вибуху влаштованого терористом-смертником в будівлі служби безпеки в Дамаску.